# Listă de balete
Această listă conține balete care sunt trecute în Wikipedia română (în paranteze compozitorul pe a cărui muzică se bazează baletul și anul premierei).

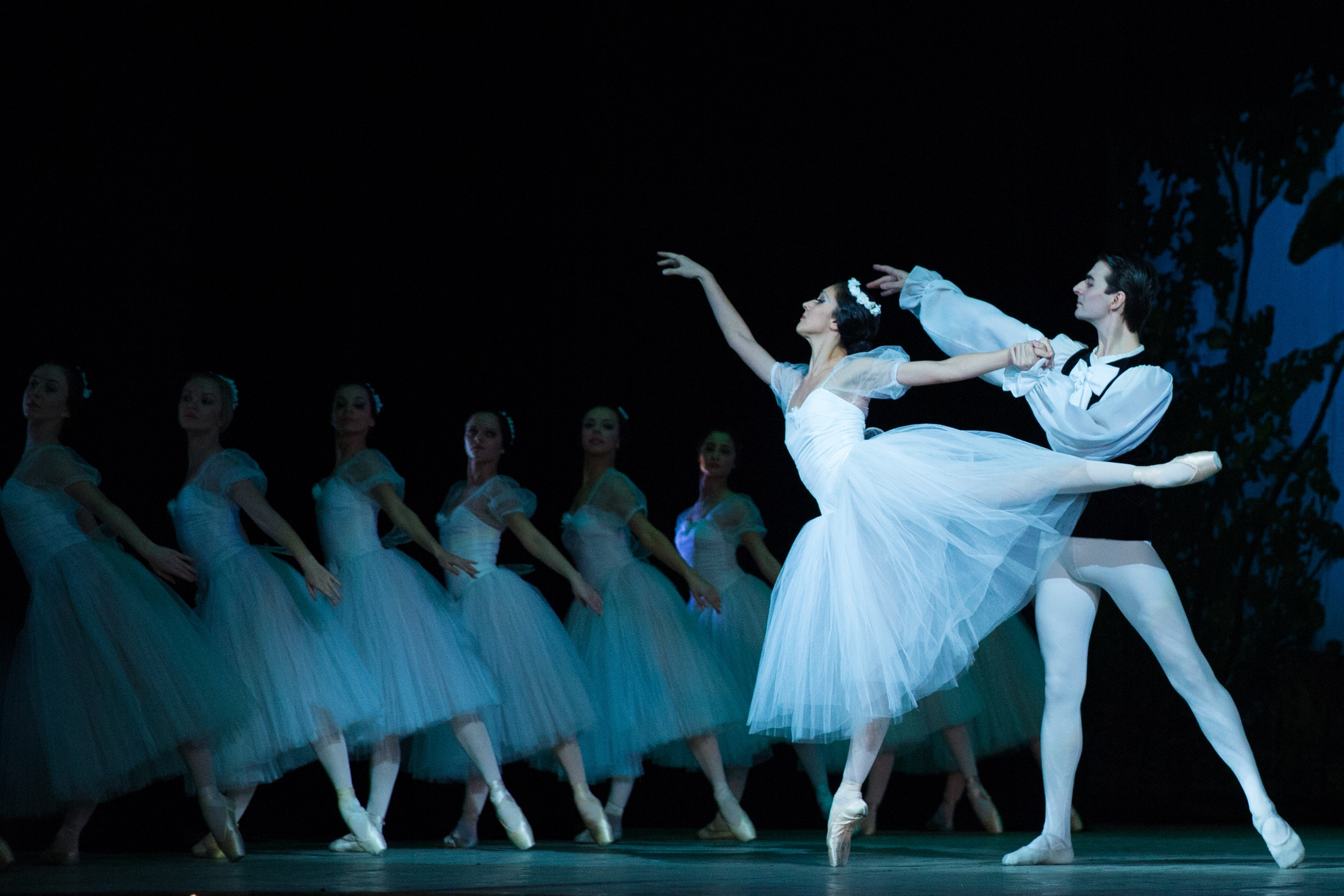
Scenă din baletul Silfidele

## A
- Agon (Igor Stravinski, 1957)
- Apollon Musagete (Igor Stravinski, 1928)

## B
- Baiadera (Ludwig Minkus, 1877)
- Bolero (Maurice Ravel, 1928)

## C
- Călărețul de aramă (Медный всадник) (Reinhold Glière, 1948/49)
- Când strugurii se coc (Mihail Jora, 1954)
- Cenușăreasa (Serghei Prokofiev, 1940/44)
- Coppélia (Léo Delibes, 1870)
- Corsarul (Adolphe Adam, 1856)

## D
- Dansurile polovțiene (Половецкие пляски), (Aleksandr Porfirievici Borodin, 1909)
- Daphnis și Chloe (Daphnis et Chloé), (Maurice Ravel, 1909/1912)
- Doamnele bine dispuse (Les femmes de bonne humeur), (Vincenzo Tommasini, 1917)
- Don Juan (Don Juan ou Le Festin de Pierre), (Christoph Willibald Gluck, 1761)
- Don Quijote, (Ludwig Minkus, 1869)

## E
- Esmeralda (La Esmeralda), (Cesare Pugni, 1844)
- Excelsior (Luigi Manzotti, muzica Romualdo Marenco, 1881)

## F
- Fântâna din Bahcisarai (Бахчисарайский фонтан), (Boris Asafiev, 1934)
- Flăcările Parisului (Пла́мя Пари́жа), (Boris Asafiev, 1932)
- Floarea de piatră (Каменный цветок), (Serghei Prokofiev, 1940/44)
- Floarea roșie (Красный мак / Красный цветок), (Reinhold Glière, 1927/49/55)
- Frumoasa din pădurea adormită (Piotr Ilici Ceaikovski, 1889)

## G
- Gaiane (Гаянэ), (Aram Haciaturian, 1942)
- Giselle (Adolphe Adam, 1841)

## I
- Invitație la vals (Le Spectre de la Rose), (Carl Maria von Weber, 1911)

## L
- Lacul lebedelor (Piotr Ilici Ceaikovski, 1876)
- Lacul lebedelor (A Swan Lake), (Mikael Karlsson, 2014)

## N
- Nunta în Carpați, (Paul Constantinescu 1939)

## P
- Priculiciul, (Zeno Vancea 1931)

## R
- Romeo și Julieta, (Ромео и Джульетта), (Serghei Prokofiev, 1935/36)

## S
- Sărbătoarea primăverii (Florin Comișel, 1958)
- Silfida (La Sylphide), (Jean Schneitzhoeffer, 1832)
- Silfidele (Les Sylphides), (Frédéric Chopin, 1909)
- Spartacus (Спартак), (Aram Haciaturian, 1954)
- Spărgătorul de nuci (Piotr Ilici Ceaikovski, 1892)

## Ș
- Șeherezada (Rimski-Korsakov, 1888)

## V
- Valsul (Maurice Ravel), 1926